# تزویج مستقیم
در الکترونیک تزویج مستقیم (انگلیسی: Direct coupling) یا تزویج DC (همچنین تزویج با رسانا خوانده می‌شود) انتقال انرژی الکتریکی به وسیله ارتباط فیزیکی با واسطهٔ رسانا است. در مقابل تزویج القایی و تزویج خازنی وجود دارد. تزویج مستقیم یک روش تزویج بین دو مدار است به طوری که علاوه بر انتقال سیگنال AC (یا اطلاعات)، طبقه اول یک بایاس DC را برای بعدی فراهم می‌کند؛ بنابراین نیازی به تزویج خازنی برای مسدودکردن DC به مدار نیست. تزویج مستقیم طیف کاملی از فرکانس‌ها از جمله جریان مستقیم را عبور می‌دهد.
چنین تزویجی را ممکن است توسط یک سیم، مقاومت یا پایانه مشترک مانند یک پیچ اتصال پایانه یا پیوند فلزی به دست آورد.